# Maroilles (kaas)
De maroilles of marolles is een Franse kaas van het type gewassenkorstkaas. De maroilles komt uit het noorden van het land, uit de regio Hauts-de-France en dankt zijn naam aan het gelijknamige plaatsje, waar hij sinds de 7e eeuw gemaakt wordt.
De huidige kaas heeft sinds 1955 het AOC-keurmerk, de Maroilles A.O.C.,, en sinds 1996 een beschermde oorsprongsbenaming. Hij wordt uitsluitend gemaakt in Avesnois-Thiérache, een gebied in de departementen Nord en Aisne. De koeien die de melk leveren, moeten een Franse versie zijn van het Friese zwartbonte vee.
De productie van de kaas vindt plaats in drie stappen. In de eerste stap moet de meester-kaasmaker zijn kunde bewijzen. Hij bepaalt de temperatuur tijdens het proces en bepaalt de zuurgraad, rekening houdend met de verschillen per seizoen in de aangeleverde melk. De wrongel wordt in vierkante vormen gebracht en regelmatig gekeerd. De kaas wordt uit de vormen gehaald en gezouten om hem goed te kunnen bewaren. De kaas is nu een maroilles blanc.
Vervolgens wordt de kaas op droogplaatsen opgeslagen. Hij krijgt een lichte blauwe waas. Na gewassen te zijn wordt de maroilles voor de rijping naar de rijpingsruimtes gebracht. Deze hebben van nature de specifieke eigenschappen die de kaas zijn eigen smaak geven. De kaas rijpt 2-3 maanden.
Op boerenmarkten kan men ook maroilles de brebis (schapenkaas) en maroilles de cheval (paardenkaas) vinden.

## Trivia
In de film Bienvenue chez les Ch'tis speelt deze kaas een aardige bijrol. De kaas wordt bij het ontbijt gegeten, wat in de rest van Frankrijk zeer ongebruikelijk is. Het hoofdpersonage krijgt de raad de kaas in zijn koffie te dopen om de smaak te verzachten en door de mond te ademen om de geur zelf niet te hoeven ruiken.